# Concerto pour violon no 7 de Mozart
Pour les articles homonymes, voir Concerto pour violon (homonymie).
Le Concerto pour violon no 7 en ré majeur (KV. 271a/271i) est un concerto pour violon attribué à Wolfgang Amadeus Mozart (il l'aurait terminé le 16 juillet 1777 à Salzbourg), mais dont l'attribution n'est pas tranchée. Il est surnommé le concerto Kolb.

## Structure
Le concerto adopte la découpe classique en trois mouvements (vif-lent-vif) et dure environ 26 minutes. Les mouvements sont :
1. Allegro maestoso
2. Andante
3. Rondo (Allegro)

## Instrumentation
En accompagnement du violon solo, il est demandé 2 hautbois, 2 cors et quatre parties jouées par plusieurs instruments à cordes (violon 1, violon 2, basse (violoncelle et contrebasse ensemble)).

## Historique
Ce concerto pour violon a été publié pour la première fois par Breitkopf & Härtel dans une édition de Albert Kopfermann en 1907. Deux sources sont connues pour le concerto : une partition d'orchestre dans la collection d'Aloys Fuchs et un ensemble de parties séparées fait à Paris en 1837 par Eugène Sauzay pour son professeur (et beau-père) Pierre Baillot à partir de l'autographe maintenant perdu (il a été ensuite en la possession de François Habeneck). La source de la copie de Fuchs n'est pas connue, et lui-même n'était pas certain de l'authenticité de l’œuvre : la mise en page, avec la partie de violon solo placé en bas de la portée, n'est pas du tout caractéristique de Mozart, car chez lui l'instrument solo est habituellement placé au-dessus de la portée. Néanmoins, un brouillon dans la copie de Sauzay liste les instruments exactement dans le même ordre et avec la même solmisation du cor qu'on trouve dans les authentiques concertos pour violon de Mozart, allant dans le sens de l'authenticité de ce concerto : cela a été noté par Robert D. Levin. Avant que Habeneck ne finisse par récupérer l'autographe (si celui-ci était authentique), Mozart l'aurait vendu à Paris dans un cadre privé et le mari de Marie Bigot de Moragues, amie de Sauzay, aurait contacté des éditeurs de musique viennois. Il y a trois cadences dans la version parisienne ; deux sont sans doute de Baillot et la troisième de Sauzay. Dans la version de Fuchs il y a aussi plusieurs cadences, que Kopfermann a supprimées, les considérant comme inauthentiques. Les deux copies diffèrent en quelques endroits, et une fin de 37 mesures dans la version de Fuchs correspond dans la version de Paris à une courte fin de 7 mesures. Cela pourrait correspondre à cette citation de 1778 de Mozart : "Si j'ai le temps, je réarrangerai un peu mes concertos pour violon, et les raccourcirai.".
Le concerto n'était pas connu de Ludwig Ritter von Köchel, c'est pourquoi il est absent de la première édition du catalogue de Köchel. Paul von Waldersee la placé en tant que K. 271a dans la seconde édition, le datant du 16 juillet 1777. Il a été recréé le 4 novembre 1907 à Dresde. Après la publication et la première interprétation en concert, des universitaires se sont penchés sur l'authenticité de la pièce. Georges de Saint-Foix n'a pas de doutes sur la provenance de l’œuvre, mais croit que la version publiée est une révision tardive faite par Mozart en 1779 ou 1780. D'autres pensent que le concerto contient des éléments proposés par Mozart mais qu'il a été terminé par une autre personne. Rudolf Gerber a publié une autre édition en 1934, le considérant comme authentique et notant qu'un des thèmes de l'épilogue du final est similaire à la "Gavotte joyeuse" provenant d'un ballet de Mozart, Les petits riens K. 299b. Il a aussi remarqué des similitudes entre les premiers thèmes de ce concerto et de l'authentique K. 211. Le concerto a été enregistré par Yehudi Menuhin en 1932, avec les cadences de Georges Enesco et par Josef Suk en 1973 (mêmes cadences).
Richard Kapp rapporte que les musiciens du Czech Philharmonic Chamber Orchestra ont ri en jouant la pièce, parce qu'une mélodie du troisième mouvement est similaire au chant de Noël tchèque Půjdem spolu do Betléma. Cela permet d'envisager la possibilité que le concerto ait été écrit par un compositeur tchèque.
La vraie provenance du concerto K. 271a/271i reste inconnue et est donc encore débattue. Tous les enregistrements utilisent la longue fin de la copie de Fuchs. En revanche, Jean-Jacques Kantorow est le seul à utiliser les cadences originales trouvées dans les copies.